# 萨金娜·阿洪扎德
萨金娜·米尔扎·黑巴特·奇兹·阿洪扎德是一名阿塞拜疆剧作家，于1865年出生于庫巴，1927年去世。她是阿塞拜疆文学史上最著名的女剧作家和剧作家。

## 生涯与贡献
萨金娜·阿洪扎德的父亲是一位诗人，笔名为法达（英語：Fada）。她曾经尝试在库巴建立世俗教育，但宗教狂热分子为了报复，杀害了她的丈夫。她本人逃亡到巴库（现在的阿塞拜疆首都），于1901年成立的亚历山德拉皇后俄罗斯穆斯林女子寄宿学校任教，是其首批教师之一，教授阿塞拜疆语、文学和宗教研究。这所学校是整个俄罗斯帝国第一所面向穆斯林女性的世俗学校。它能够开办，只是因为阿塞拜疆石油大亨的泽纳拉布丁·塔吉耶夫资助；据说这所学校的命名来自他给黑森-達姆施塔特的艾莉克絲写的信。当地剧院也由塔吉耶夫资助。
她在那所学校成立了一个戏剧俱乐部，并将她的戏剧改编成学生的舞台剧，从此开始了她的剧作家生涯。她的第一部戏剧《科学的好处》于1904年首次上演。演出的成功，鼓舞了阿洪扎德继续创作更多的戏剧，如《真相的伤害》与《儿媳和岳母》。这是个变革的时代；1901 年，巴库见证了第一批不戴面纱出现的女演员。继沙皇政府推行更自由的政策之后，1911年出现了第一本由女性撰写、且为女性撰写的杂志。萨金娜被公认为阿塞拜疆第一位女权主义剧作家，她的许多戏剧都涉及阿塞拜疆妇女的困境。
1911 年，侯赛因·阿拉布林斯基将阿洪扎德对纳米克·凯末尔剧作《不幸的孩子》的重制作品《可怜的孩子》搬上荧幕，该剧很快开始在高加索以外的业余剧院上演。她一直与阿拉布林斯基合作，直到对方于1919年去世。1917年至1922年，她也与阿巴斯·米尔扎·沙里夫扎德合作。最终，在1917年，阿洪扎德根据莱奥·德利布的歌剧《拉克梅》改编的《邪恶的后果》在巴库的塔吉耶夫剧院（现在的阿塞拜疆国家音乐喜剧剧院）上演。演出取得了巨大的成功，为阿洪扎德带来了名气，使她被公认为历史上最出色的女性阿塞拜疆剧作家。
萨金娜·阿洪扎德也以写小说而闻名。1918年，她出版了小说《Shahzadeh Abulfaz va Rana khanim》。这部小说还包含由260个半行节组成的诗句。